# Ryan Potter
Ryan D. Potter (Portland, Oregon , 1995. szeptember 12. –) amerikai színész, modell.
Legismertebb alakítása Hiro Hamada a 2014-es Hős6os című film és a 2017-től futó Hős6os: A sorozat. Ezen kívül az Titánok című sorozatban is szerepelt.

## Fiatalkora
Potter az oregoni Portlandben született, 1995. szeptember 12-én. Édesanyja, Jordanna Potter-Lew amerikai zsidó, apja japán. Tokióban nevelkedett hétéves koráig, majd visszaköltöztek Amerikába. Innentől kezdve az édesanyja nevelte. Először japánul beszélt, de az idő múlásával elfelejtette. Nyolc éves korában elkezdett kungfuzni. Gyermekkorában még baseballozott, a gördeszkázott és a dobolt.

## Pályafutása
2010-ben 15 éves korában kezdte színészi pályafutását, a Nickelodeon Supah Nindzsák című sorozatban. 2012 márciusában szerepet kapott a Fred: a showban, mint Fred legjobb barátja. Később a Hős6os főhősének, Hiro Hamadának adta a hangját. Ezután Garfield "Gar" Loganként szerepelt a Warner Bros. Titánok című sorozatában.

## Filmográfia

### Film
| Év   | Magyar cím | Eredeti cím       | Szerep             | Magyar hang   |
| ---- | ---------- | ----------------- | ------------------ | ------------- |
| 2018 |            | Running for Grace | Jo                 |               |
| 2016 |            | Throne of Elves   | Hal (hang)         |               |
| 2015 |            | Underdog Kids     | Eric Barret        |               |
| 2014 | Hős6os     | Big Hero 6        | Hiro Hamada (hang) | Závodi Marcel |
| 2014 |            | Senior Project    | Peter Hammer       |               |

### Televízió
| Év        | Magyar cím                      | Eredeti cím                    | Szerep               | Megjegyzések                             |
| --------- | ------------------------------- | ------------------------------ | -------------------- | ---------------------------------------- |
| 2020–2022 | Jurassic World: Krétakori tábor | Jurassic World Camp Cretaceous | Kenji Kon (hang)     | főszereplő magyar hangja Nagy Gereben    |
| 2019      | Hová tűnt Vili?                 | Where's Waldo?                 | Koichi (hang)        | 1 epizód: Big in Japan                   |
| 2018–2023 | Titánok                         | Titans                         | Garfield "Gar" Logan | főszereplő magyar hangja Szalay Csongor  |
| 2017–     | Hős6os: A sorozat               | Big Hero 6: The Series         | Hiro Hamada (hang)   | főszereplő magyar hangja Bogdán Gergő    |
| 2016      | Laborpatkányok: Az elit csapat  | Lab Rats: Elite Force          | Riker                | mellékszereplő magyar hangja Gacsal Ádám |
| 2012      | Fred: a show                    | Fred: The Show                 |                      | 2 epizód                                 |
| 2012      |                                 | Figure It Out                  | önmaga               | műsorvezető                              |
| 2011–2013 | Supah Nindzsák                  | Supah Ninjas                   | Mike Fukanaga        | főszereplő                               |